# Hipolit Harniewicz
Hipolit Harniewicz (ur. 11 czerwca?/23 czerwca 1888 w Lidzie, zm. po 21 października 1939 w ZSRR) – polski lekarz, działacz społeczny i polityczny, poseł na Sejm Litwy Środkowej oraz na Sejm II kadencji w II RP z ramienia Polskiego Stronnictwa Chrześcijańskiej Demokracji.

## Życiorys
Był synem Kazimierza i Adeli. W 1913 roku ukończył studia medyczne na Uniwersytecie Kijowskim. Od momentu ukończenia studiów pracował jako lekarz w Lidzie. W 1922 roku został wybrany do Rady Ludowej Ziemi Wileńskiej i na posła do Sejmu Litwy Środkowej. Zasiadał w Klubie Zespołu Stronnictw i Ugrupowań Narodowych. Pracował w komisjach: interpelacyjnej i weryfikacyjnej. Angażował się również społecznie. W 1921 roku był prezesem Powiatowej Rady Ludowej w Lidzie. Był członkiem Towarzystwa Opieki nad Kresami, Banku Ludowego oraz wielu spółdzielni rolniczo-handlowych.
W 1922 roku bezskutecznie kandydował do Sejmu z listy chadeckiej. W 1928 roku został wybrany posłem z listy nr 25 w okręgu wyborczym nr 62 (Lida). Od 1931 roku był członkiem Zarządu Głównego, a od 1932 roku Rady Naczelnej Polskiego Stronnictwa Chrześcijańskiej Demokracji. W 1930 roku jego mandat poselski został wygaszony przez Sąd Najwyższy z powodu unieważnienia wyborów w całym okręgu. Został wybrany w wyborach uzupełniających, jednak nie złożył ponownego ślubowania. W 1930 roku bezskutecznie kandydował do Senatu z listy nr 19 w województwie nowogródzkim. W 1939 praktykował i mieszkał w Lidzie przy ul. Szkolnej 76. 
Po wybuchu II wojny światowej został aresztowany przez NKWD 9 października 1939. Był więziony do 21 października 1939 roku, a następnie został wywieziony w głąb ZSRR. Dalsze losy są nieznane.